# Кобдинський сільський округ
Ко́бдинський сільський округ (каз. Қобда ауылдық округі, рос. Кобдинский сельский округ) — адміністративна одиниця у складі Хобдинського району Актюбінської області Казахстану. Адміністративний центр та єдиний населений пункт — село Кобда.
Населення — 6093 особи (2021; 5578 у 2009, 6125 у 1999, 6905 у 1989).
Станом на 1989 рік існували Михайловська сільська рада (село Михайловка) та Новоалексієвська сільська рада (село Новоалексієвка).  1998 року Михайловський сільський округ отримав назву Курсайський сільський округ. Кобдинський сільський округ був утворений 2000 року. 2017 року до складу Кобдинського сільського округу була включена територія ліквідованого Курсайського сільського округу (село Курсай) площею 547,61 км².

## Склад
До складу округу входять такі населені пункти:
| Населений пункт | Колишні назви  | Населення, осіб (1989) | Населення, осіб (1999) | Населення, осіб (2009) | Населення, осіб (2021) |
| --------------- | -------------- | ---------------------- | ---------------------- | ---------------------- | ---------------------- |
| Кобда, село     | Новоалексієвка | 5165                   | 5288                   | 5244                   | 5943                   |
| Курсай, село    | Михайловка     | 1740                   | 837                    | 334                    | 150                    |